# Герб Нелидова
Герб муниципального образования город Нели́дово Нелидовского района Тверской области Российской Федерации — опознавательно-правовой знак, являющийся символом статуса и самоуправления района.
Герб утверждён решением Совета депутатов городского поселения «Город Нелидово» № 174-1 от 31 марта 2008 года
25 июня 2008 года герб был внесён в Государственный геральдический регистр Российской Федерации под регистрационным номером 4083..

## Описание герба
«В лазоревом поле золотой лев с червленым языком, держащий в передних лапах золотое кольцо, сопровождаемый в оконечности тремя серебряными брусками (два и один)».

## Обоснование символики

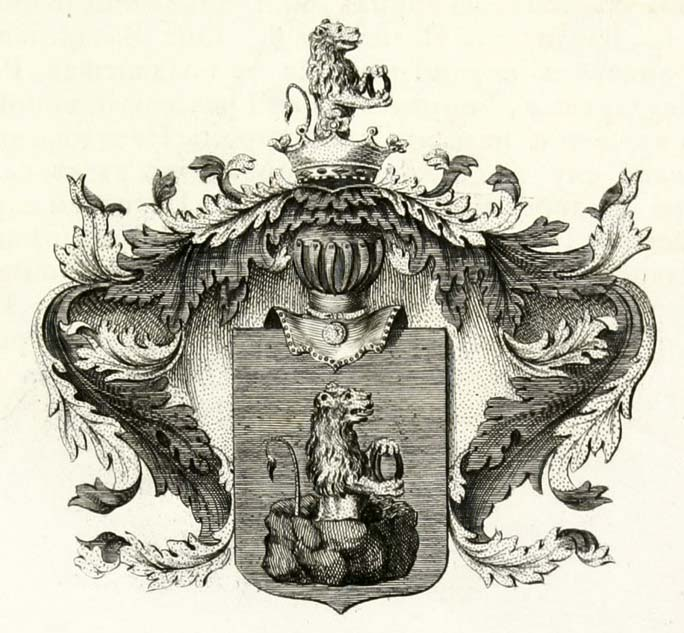
Герб рода Нелидовых

Герб города Нелидова основан на дворянском гербе рода Нелидовых, благодаря которым в 1901 году была основана железнодорожная станция четвёртого класса Нелидово, впоследствии ставшая городом.
Описание герба рода Нелидовых: 

«В щите, имеющем голубое поле, изображен камень натурального цвета, из коего виден выходящий до половины золотой лев, держащий в лапах кольцо железное. Щит увенчан обыкновенным дворянским шлемом с дворянской на нём короной, из-за которой выходит означенный в щите лев. Намёт на щите голубой, подложен золотом».

Лев, держащий в лапах кольцо, стал главной фигурой герба города Нелидово.